# Гомеш, Бернардину Антониу (младший)
Бернарди́ну Анто́ниу Го́меш (порт. Bernardino António Gomes, 1806 — 1877) — португальский ботаник и врач.

## Биография
Бернардину Антониу Гомеш родился в 1806 году.
Гомеш получил высшее образование в Коимбрском университете.
Он был первым португальским врачом, который использовал хлороформ и эфир в устройстве ингаляции, совершив тем самым революцию в технике анестезии.
Бернардину Антониу Гомеш умер в 1877 году.

## Научная деятельность
Бернардину Антониу Гомеш специализировался на семенных растениях.

## Некоторые публикации
- Bernardino António Gomes, A. Р. Cardoso. 1835. Exame da Agua Sulfurea do Arsenal da Marinha.
- 1857. Noticia da Vida e Trabalhos Scientificos do Medico Bernardino António Gomes.